# WLVQ
Koordinaten: 39° 58′ 16″ N, 83° 1′ 40″ W
WLVQ (Q-FM 96) ist ein Hörfunksender für Classic Rock in Columbus, Ohio. Die Station versorgt die Columbus Metro Area. Die Studios befinden sich im Nordosten von Columbus, der Sender befindet sich auf dem Twin Rivers Drive Tower. WLVQ sendet auf UKW 96,3 MHz mit 18 kW.
Die Station gehört seit November 2015 Saga Communications mittels seiner Tochter Franklin Communications. Damit gehören Saga in Columbus neben WLVQ die Stationen WSNY, WVMX, WNND und WNNP.